# Nyálkás gyökeresfülőke
A nyálkás gyökeresfülőke (Hymenopellis radicata) a Physalacriaceae családba tartozó, Európában és Észak-Amerikában honos, lombos erdőkben élő, nem ehető gombafaj. Egyéb elnevezései: gyökeres fülőke, hosszútönkű gyökeresfülőke.

## Megjelenése
A nyálkás gyökeresfülőke kalapja 2-10 cm széles, alakja fiatalon domború, majd laposan kiterül, de közepe mindig púpos marad. Színe szürkéssárgás, sötétbarnás, ritkán fehéres. Felülete sugarasan ráncos, nedves időben ragadós; szárazon fénylő. A kalapbőr lehúzható.
Húsa vékony, puha, vizenyős; színe fehér. Szaga nincs vagy enyhén gyümölcsös, íze nem jellegzetes. 
Széles, ritkás álló lemezei hosszan a tönkhöz nőttek vagy foggal lefutók. Színük fehéres, élük lehet barnás.
Tönkje 8-20 cm magas és 0,5-1 cm vastag. Alakja karcsú, orsószerű, töve mélyen gyökerező. Színe felül fehéres, a többi része a kalapnál világosabb színű.
Spórapora fehér. Spórája széles ellipszis vagy citrom alakú, sima, mérete 12-17 x 9-14 μm.

### Hasonló fajok
Nagyon hasonlít rá a bársonyos gyökeresfülőke, melynek kalapja és tönkje sötétebb, felülete pedig bársonyos. 

## Elterjedése és termőhelye
Európában és Észak-Amerikában honos. Magyarországon gyakori. 
Lomberdőkben fordul elő korhadó fatörzsek, fatönkök közelében; ezek szerves anyagait bontja. Júniustól novemberig terem. 

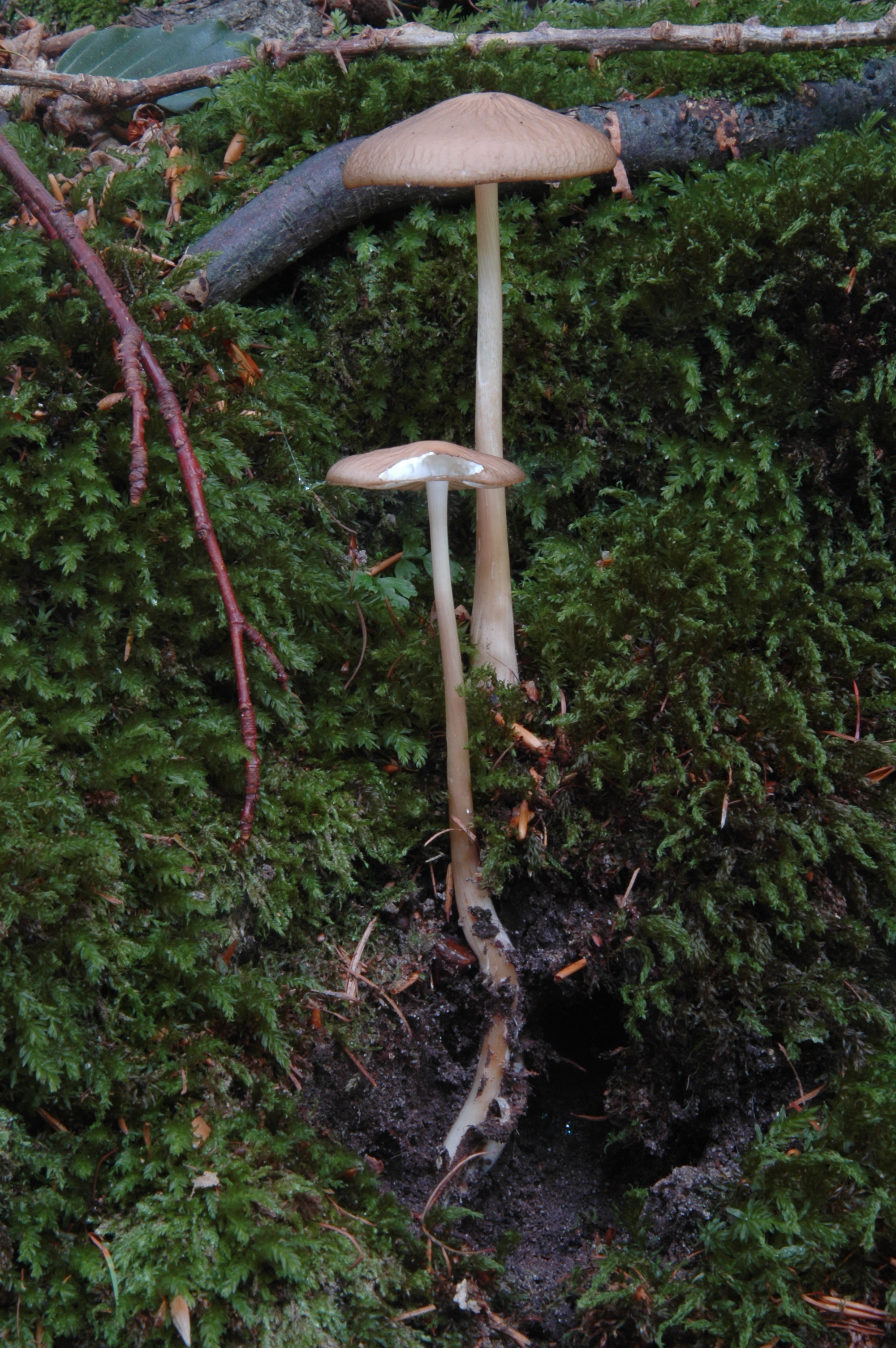
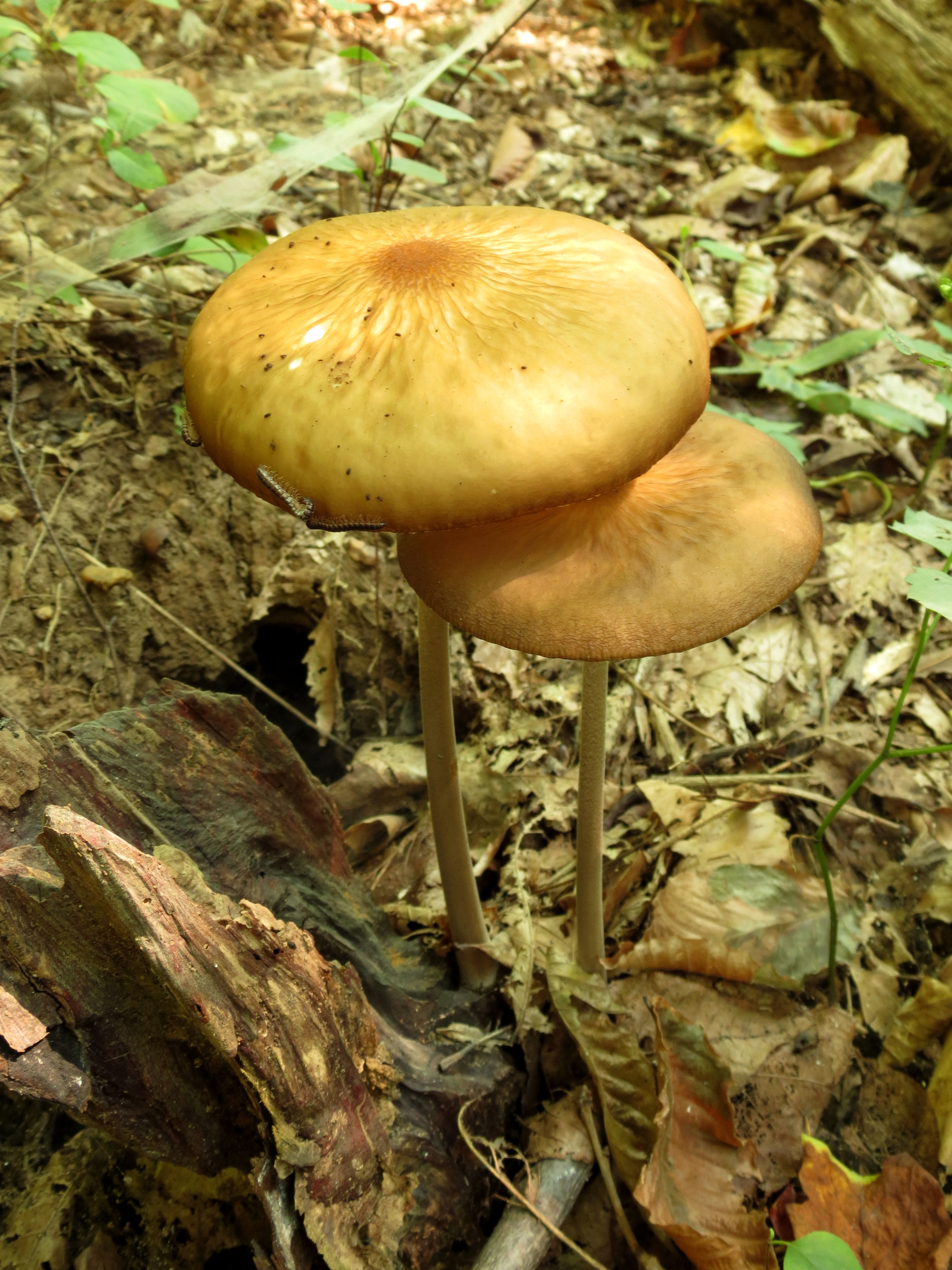
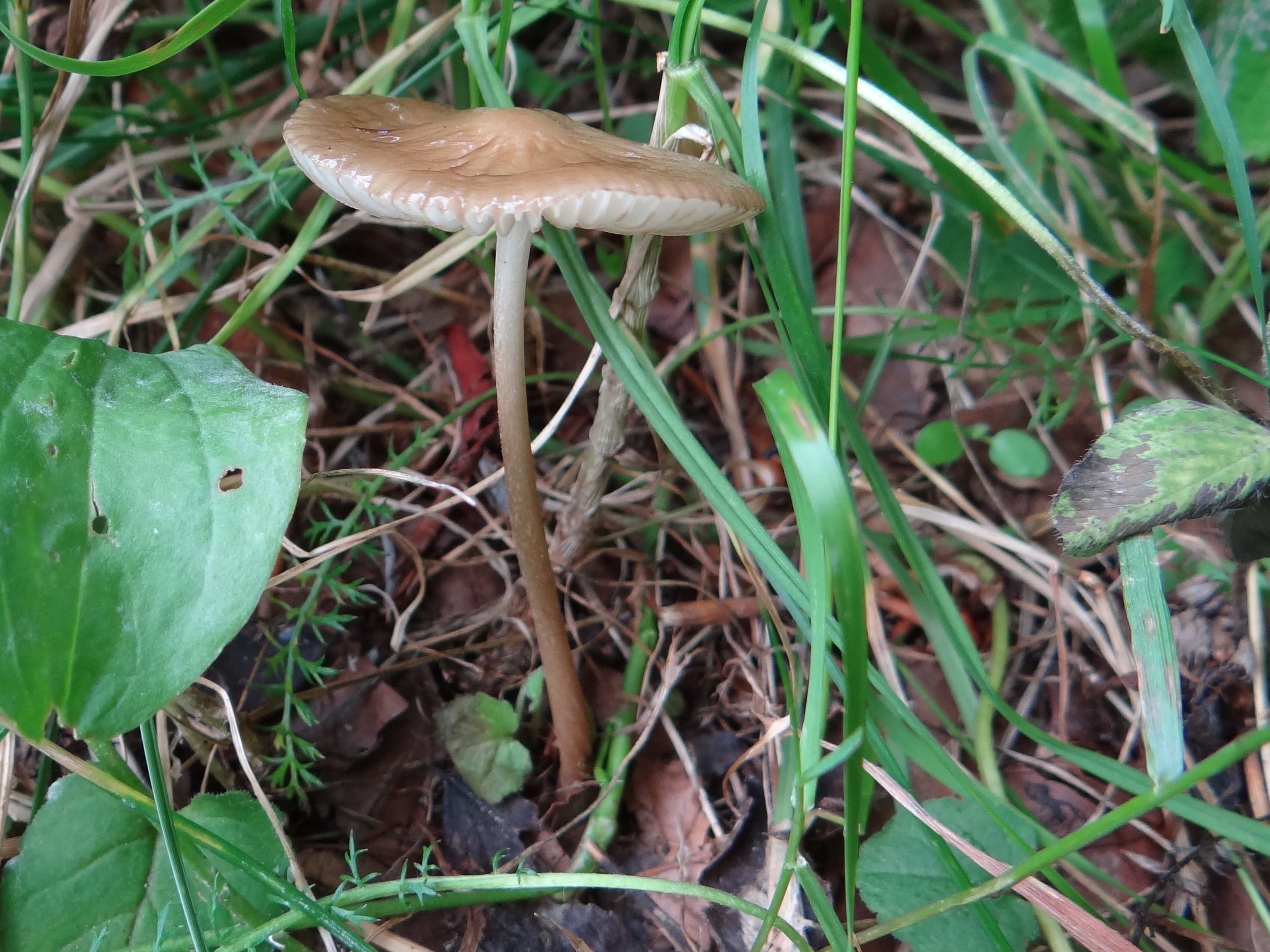
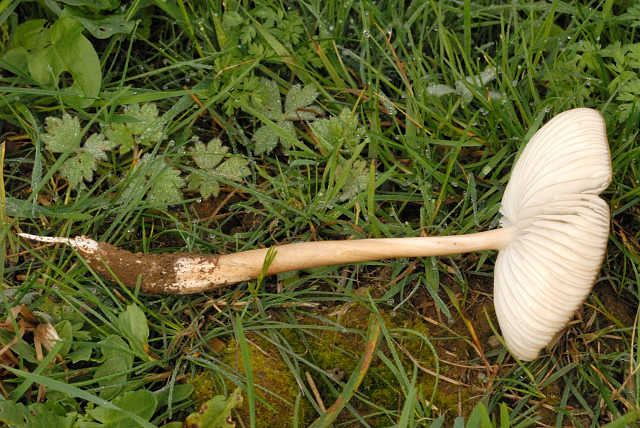
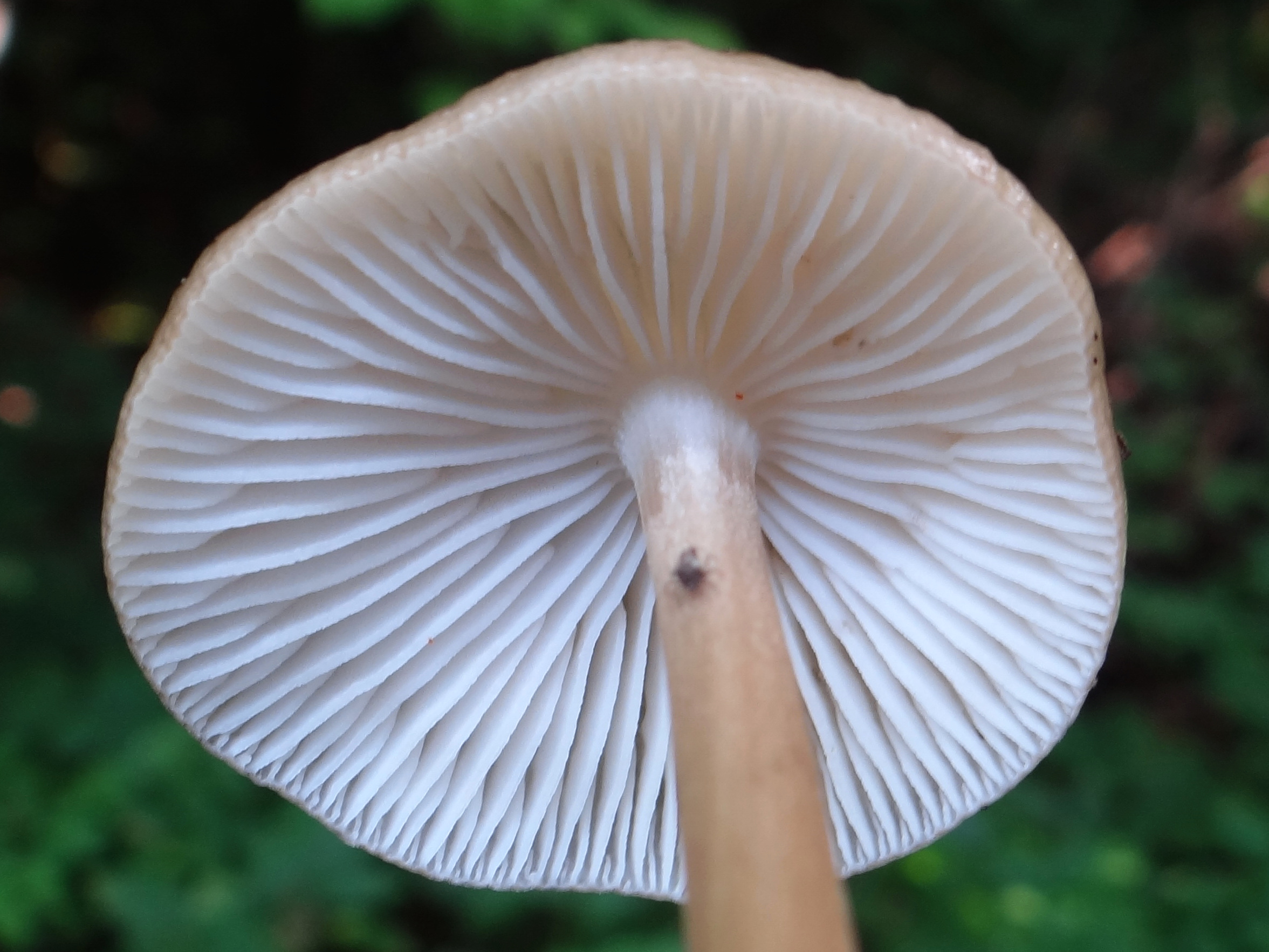

Nem ehető. 